# 新宿西口駅
新宿西口駅（しんじゅくにしぐちえき）は、東京都新宿区西新宿一丁目にある、東京都交通局（都営地下鉄）大江戸線の駅である。駅番号はE 01。
JR東日本・京王・小田急各線の新宿駅及び西武新宿駅と相互に乗り換えができる他、東京メトロ丸ノ内線新宿駅とも連絡している（出入口を一部共用）。ただし、当駅と大江戸線・都営地下鉄新宿線新宿駅はそれぞれ別駅の扱いであり、改札外で乗り換えた場合も運賃は通算されないほか、定期券の区間・連絡駅指定上も区別されている。

## 歴史
- 2000年（平成12年）12月12日：開業[2]。これに先立ち、前日の12月11日に当駅にて開通式が挙行される[2]。建設時の仮駅名は「北新宿駅」だった。
- 2007年（平成19年）3月18日：ICカード「PASMO」の利用が可能となる[3]。
- 2012年（平成24年）10月：ホームドアを導入。
- 2016年（平成28年）4月1日：上野御徒町駅務管理所新宿西口駅務区を廃止。傘下駅のうち、飯田橋駅 - 牛込神楽坂駅間は巣鴨駅務管区上野御徒町駅務区、牛込柳町駅 - 新宿西口駅間は都庁前駅務管区都庁前駅務区に移管された。
- 2019年（令和元年）10月18日：定期券発売所が営業を終了[4]。

## 駅構造
都庁前駅務管区都庁前駅務区の被管理駅。直営駅。島式ホーム1面2線の地下駅。地下4階にあり、JR新宿駅西口の北側寄りから「新宿大ガード西」交差点付近に位置する。

### のりば
| 番線 | 路線         | 行先                                         |
| ---- | ------------ | -------------------------------------------- |
| 1    | 都営大江戸線 | 都庁前・（都庁前のりかえ）六本木・光が丘方面 |
| 2    | 都営大江戸線 | 飯田橋・両国方面                             |

（出典：都営地下鉄:駅構内図）

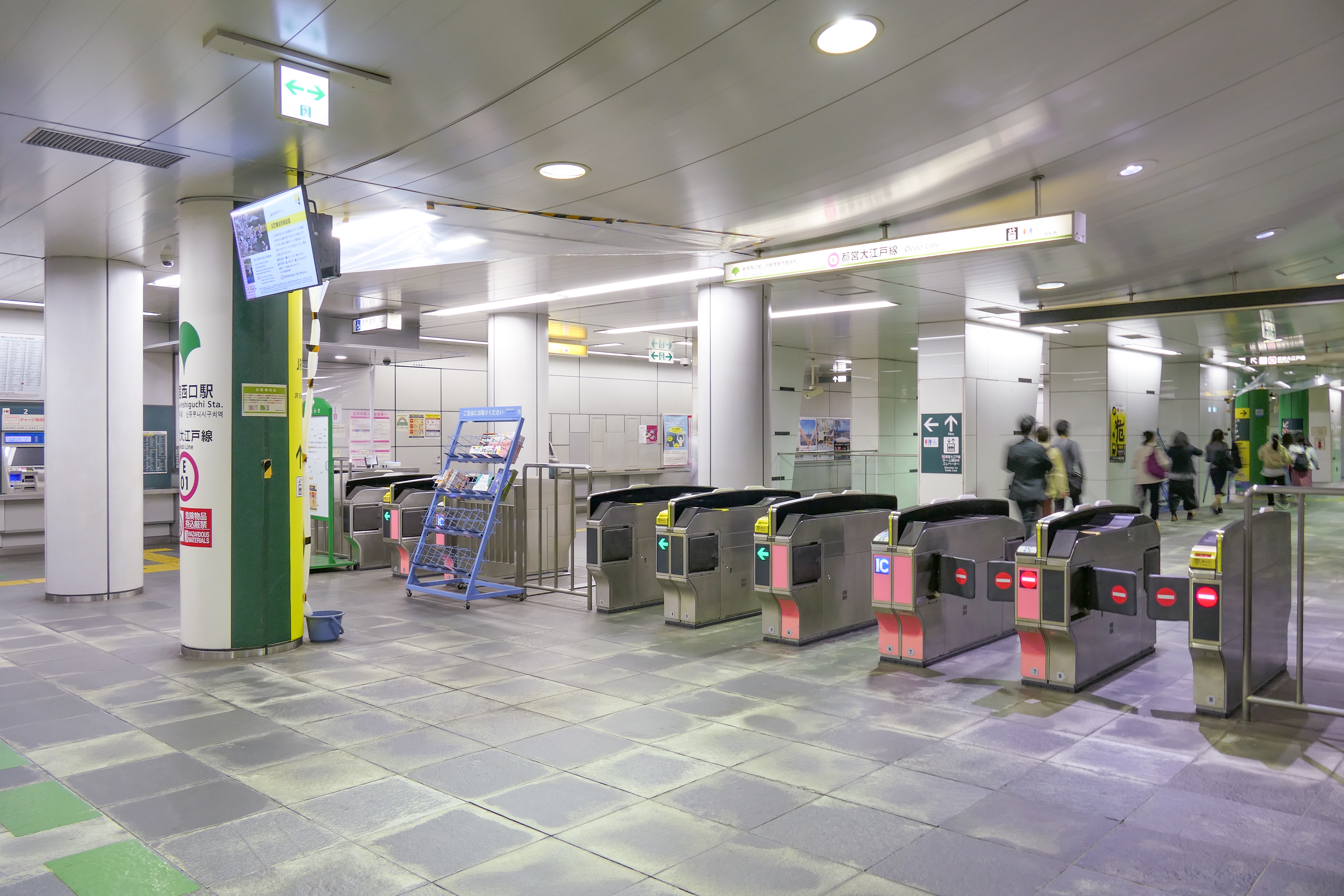
改札口（2022年5月）
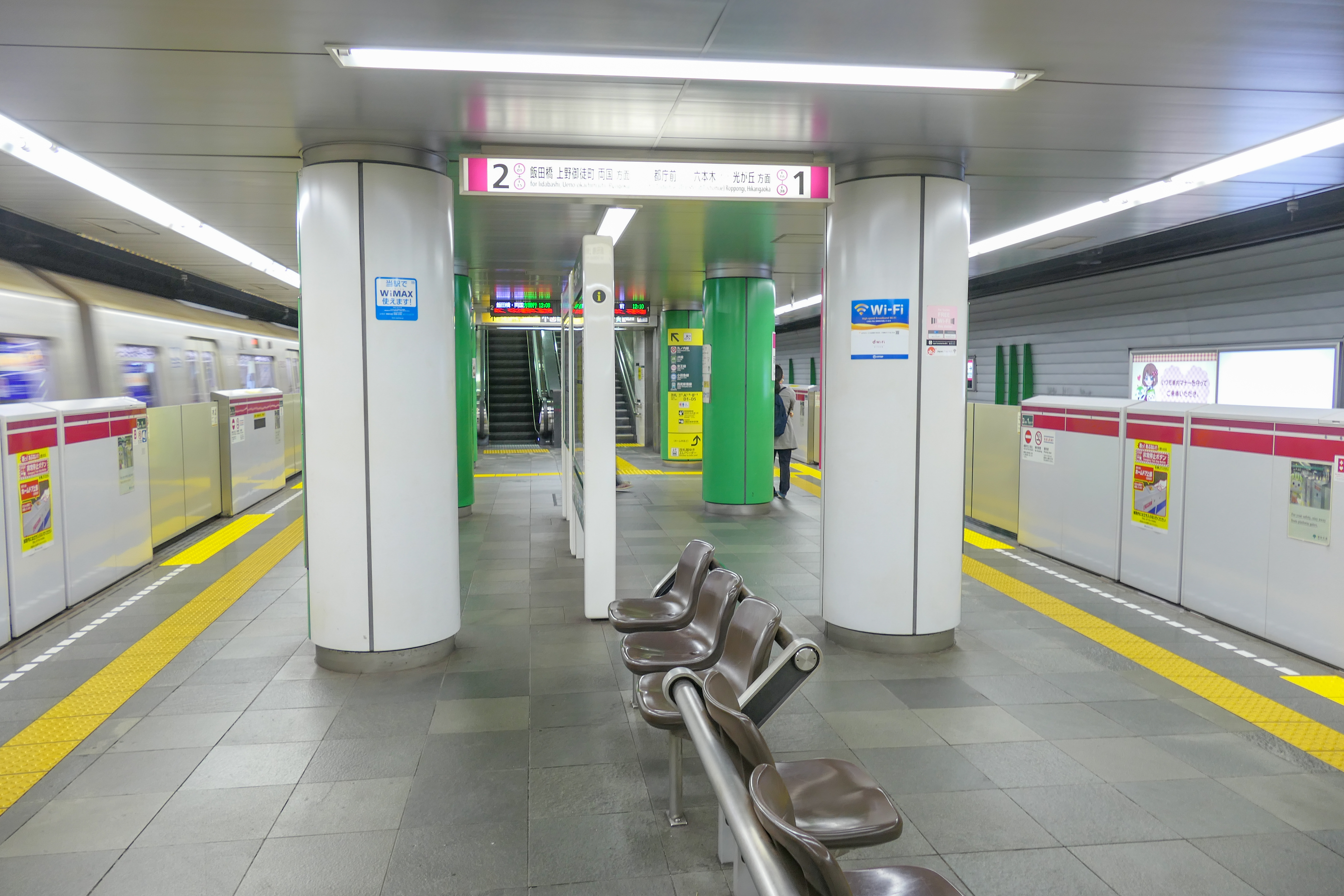
ホーム（2022年5月）

## 利用状況
2023年（令和5年）度の1日平均乗降人員は51,581人（乗車人員：26,935人、降車人員：24,646人）である。
開業以来の1日平均乗降・乗車人員の推移は下表の通り。
| 年度               | 1日平均 乗降人員 | 1日平均 乗車人員 | 出典     |
| ------------------ | ---------------- | ---------------- | -------- |
| 2000年（平成12年） | 29,436           | 14,684           | [ * 1 ]  |
| 2001年（平成13年） | 37,524           | 19,136           | [ * 2 ]  |
| 2002年（平成14年） | 43,487           | 22,192           | [ * 3 ]  |
| 2003年（平成15年） | 46,811           | 24,193           | [ * 4 ]  |
| 2004年（平成16年） | 48,573           | 25,117           | [ * 5 ]  |
| 2005年（平成17年） | 50,471           | 26,233           | [ * 6 ]  |
| 2006年（平成18年） | 51,714           | 26,643           | [ * 7 ]  |
| 2007年（平成19年） | 53,685           | 27,800           | [ * 8 ]  |
| 2008年（平成20年） | 53,889           | 27,285           | [ * 9 ]  |
| 2009年（平成21年） | 51,604           | 26,798           | [ * 10 ] |
| 2010年（平成22年） | 52,035           | 27,045           | [ * 11 ] |
| 2011年（平成23年） | 51,059           | 26,487           | [ * 12 ] |
| 2012年（平成24年） | 53,072           | 27,592           | [ * 13 ] |
| 2013年（平成25年） | 54,489           | 28,411           | [ * 14 ] |
| 2014年（平成26年） | 56,005           | 29,220           | [ * 15 ] |
| 2015年（平成27年） | 58,220           | 30,466           | [ * 16 ] |
| 2016年（平成28年） | 58,663           | 30,583           | [ * 17 ] |
| 2017年（平成29年） | 59,709           | 31,136           | [ * 18 ] |
| 2018年（平成30年） | 62,082           | 32,698           | [ * 19 ] |
| 2019年（令和元年） | 61,649           | 32,199           | [ * 20 ] |
| 2020年（令和02年） | 41,640           | 21,279           |          |
| 2021年（令和03年） | 42,938           | 22,104           |          |
| 2022年（令和04年） | 46,745           | 24,207           |          |
| 2023年（令和05年） | 51,581           | 26,935           |          |

## 駅周辺
- 青梅街道（東京都道4号東京所沢線・東京都道5号新宿青梅線）
- 靖国通り
- 小滝橋通り
- 新宿大ガード
- 新宿西口商店街
- 西武新宿駅（西武新宿線）
- 新宿プリンスホテル
- PePe西武新宿
- 東急歌舞伎町タワー
- 新宿駅（東京メトロ丸ノ内線・JR東日本・京王電鉄・小田急電鉄）
- 新宿西口ハルク
  - 小田急百貨店 新宿店
  - ビックカメラ 新宿西口店
- 新宿パレットビル（当駅と地下で直結）
- 新宿エルタワー

### バス路線
D5出口付近に「新宿広小路」バス停があり、以下の路線が関東バスによって運行されている。
- 宿01 新宿駅西口行 / 小滝橋行（平日朝のみ）
- 宿01-1 新宿西口行（平日朝1便のみ、新宿西口バス停は三菱UFJ銀行前の70番のりば）
- 宿02 新宿駅西口行 / 丸山営業所行
- 宿05 新宿駅西口行 / 野方駅行
- 宿08 新宿駅西口行 / 中野駅行

上記以外にも新宿駅西口バス停から多くの路線が発着しているほか、新宿大ガードを挟んだ東急歌舞伎町タワー内のバスターミナルも至近である。詳細は「新宿駅のバス乗り場」および「西武新宿駅#東急歌舞伎町タワーバス停」を参照。

## その他の事項
かつては京王電鉄および小田急電鉄の新宿駅と当駅の連絡定期券の購入はできなかった。
ヨドバシカメラのCMソングで「新宿西口駅の前」と歌われているが、これは当駅のことではなく新宿駅の西側を指している（すなわち、「新宿西口駅・の前」ではなく「新宿（駅）西口・駅の前」である）。なおCM曲の発表当時、当駅は未開業だった。

## 隣の駅
東京都交通局
 大江戸線
都庁前駅 (E 28) - 新宿西口駅 (E 01) - 東新宿駅 (E 02)